# Dialium latifolium
Dialium latifolium är en ärtväxtart som beskrevs av Hermann August Theodor Harms. Dialium latifolium ingår i släktet Dialium och familjen ärtväxter. IUCN kategoriserar arten globalt som otillräckligt studerad. Inga underarter finns listade i Catalogue of Life.